# جيرهارد ليندبلوم
كارل غيرهارد ليندبلوم (السويدية: Karl Gerhard Lindblom)  (26 آب1887 - 8 حزيران 1969) كان عالمًا إثنوغرافيًا من السويد عمل في شرق إفريقيا في عقد 1910. كان المؤلف الرئيسي للمواد حول شعوب أكامبا.

## قائمة الأعمال
- الخطوط العريضة لقواعد ثاراكا ، مع قائمة بالكلمات وعينات من اللغة ، 1914
- أكامبا في شرق أفريقيا البريطانية : دراسة إثنوغرافية ، 1916 ، أطروحة دكتوراه في جامعة أوبسالا ، السويد ، الطبعة الثانية ، الموسعة ، 1918-1920 ، الفاكس 1969
- ملاحظات حول قواعد Kamba : مع ملحقين: أسماء الأشخاص والأماكن والحيوانات والنباتات في كامبا - التحية ، 1926
- Die Beschneidung bei den Akamba ، 1927
- الفولكلور كامبا ، 3 مجلدات ، 1928-1935
- تلاحظ الإثنوغرافيات sur le Kavirondo septentrional et la colonie du Kenya ، 1932
- الرماح برأسين أو أكثر ، خاصة في أفريقيا ، 1934
- دراسات إثنولوجية وأنثروبولوجية في السويد خلال الحرب ، 1946